# Dunbar (Schiff)
Die Dunbar war eine Dreimast-Blackwall-Fregatte, die in den 1850ern für den britischen Schiffseigner Duncan Dunbar Passagiere und Fracht von Großbritannien nach Australien brachte und dabei hauptsächlich Auswanderer beförderte. Am 20. August 1857 kam es am Eingang zum Hafen von Sydney an Bord der Dunbar bei heftigen Winden und starkem Regenfall zu einer navigatorischen Fehleinschätzung, sodass das Schiff in Ufernähe auf Felsen prallte und zerschellte. Von den 122 Menschen an Bord überlebte nur ein einziges Besatzungsmitglied.

## Das Schiff
Das Vollschiff Dunbar wurde 1853 in der Schiffbauwerft James Laing and Sons in der nordostenglischen Hafenstadt Sunderland gebaut. Laing war bekannt dafür, hauptsächlich Teakholz zu verwenden, was auch bei der Beplankung und den Masten der Dunbar geschah. Unter Deck wurde aber auch britische Eiche verbaut. Die Dunbar war 61,5 m lang, 10,6 m breit und hatte einen Tiefgang von 6,9 m. Mit 1321 Bruttoregistertonnen war sie eines der größten Handelsschiffe ihrer Zeit und eines der größten von James Laing gebauten Schiffe.
Das Schiff wurde von dem prominenten Londoner Schiffseigner, Weinhändler und Millionär Duncan Dunbar (1803–1862) in Auftrag gegeben und war auch in London registriert. Sie war ein Segelschiff des Typs Blackwall, der zwischen den 1830ern und den 1870ern seine Blütezeit hatte. Der Bau des Schiffs kostete nach damaligem Geldwert 30.000 Pfund Sterling und dauerte 16 Monate.
Die Dunbar lief im November 1853 vom Stapel. Bevor sie jedoch ihren Dienst als Passagier- und Frachtschiff aufnehmen konnte, wurde sie von der Royal Navy requiriert und als Truppentransporter im Krimkrieg eingesetzt. Erst 1856 machte die Dunbar ihre erste Überfahrt nach Australien. Das Schiff fuhr von London nach Sydney und hatte dabei hauptsächlich Auswanderer an Bord, die sich in Australien niederlassen wollten. Aufgrund des Goldrauschs in Australien in der Mitte des 19. Jahrhunderts reisten auch Goldgräber auf dem Schiff.

## Untergang
Am Sonntag, dem 31. Mai 1857, legte die Dunbar unter dem Kommando von Kapitän James Green in Plymouth zu ihrer erst zweiten Überfahrt nach Sydney ab. An Bord befanden sich 63 Passagiere und 59 Besatzungsmitglieder. Zur Ladung gehörten unter anderem Maschinenteile, Möbel, Münzen, Essbesteck, Lebensmittel und Spirituosen. Unter den Passagieren der Ersten Klasse befanden sich viele bekannte Bürger der Stadt Sydney, die von einem Englandbesuch in ihre Heimat zurückkehrten. Darunter waren Mary Egan, die Ehefrau des Stadtparlamentariers Daniel Egan; das Ehepaar Cahuac, Sohn und  Schwiegertochter des ehemaligen Sheriffs von Sydney; und die beiden Schwestern von Robert Hunt, einem bekannten britisch-australischen Wissenschaftler und Fotografiepionier. Ebenfalls an Bord war Captain John Steane, designierter Kommandant der Australia Station der Royal Navy, sowie die Ehefrau und die beiden Kinder des Kapitäns.
Am Donnerstagabend, dem 20. August 1857, erreichte die Dunbar nach einer Reise von 81 Tagen den Eingang von Port Jackson, dem Hafen von Sydney. Während sich das Schiff aus südlicher Richtung dem Hafen näherte, machten schwerer Regen und heftiger Starkwind das Navigieren schwierig. Im Sturm und in der Dunkelheit konnte kaum Land ausgemacht werden. Die Lichter des Leuchtturms Macquarie Lighthouse wurden an Backbord gesichtet, daher ging Kapitän Green davon aus, die Landzunge am südlichen Ende des Eingangs bereits passiert zu haben. Es wird auch angenommen, dass Green eine in der Nähe befindliche Bucht namens The Gap mit der Hafeneinfahrt verwechselte. Er änderte den Kurs entsprechend und ließ ein blaues Signallicht setzen, um dem Lotsen von Port Jackson die Ankunft der Dunbar anzuzeigen.
Kurz vor Mitternacht befand sich das Schiff nur noch etwa sechs Seemeilen vom Hafen entfernt. Als gewaltige Brecher direkt voraus gesichtet wurden, wurden zusätzliche Späher postiert. An Bord wurde erkannt, dass man dem Ufer zu nah war, daher wurde ein Manöver eingeleitet, um sich vom Land zu entfernen. Es waren jedoch zu wenige Segel gesetzt und auf direktem Kurs befanden sich schroffe Felsen. Bevor sich die Dunbar von der Küste entfernen konnte, prallte sie auf die Felsen südlich von Sydney Heads zwischen dem Macquarie Lighthouse und der Bucht The Gap. Die Wucht des Aufpralls war so stark, dass die Dunbar fast kenterte und die Stenge weggerissen wurde. Mehrere massive Wasserwände rollten nacheinander über die Steuerbordseite und rissen Menschen, Rettungsboote und die Masten mit sich.
Durch die Gewalt der aufgewühlten See und des Sturms wurde das auf der Seite liegende Schiff förmlich zerschlagen. Wasser drang in den Schiffsrumpf und ertränkte Passagiere in ihren Kabinen, bevor sie an Deck eilen konnten.

## Nachspiel
Der einzige Überlebende war das Besatzungsmitglied James Johnson. Er wurde von einer Welle vom Deck ins Wasser gespült und schaffte es, auf die Klippen zu klettern, wo man ihn zwei Tage später fand. Johnson wurde später Hafenlotse in der australischen Stadt Newcastle und half dort 1866 bei der Rettung des einzigen Überlebenden des Untergangs der Cawarra. Die übrigen 121 Menschen an Bord kamen bei dem Unglück ums Leben. Bei Tagesanbruch erreichte der Küstendampfer Grafton unter dem Kommando von Kapitän Charles Wiseman den Unglücksort, ohne von der Katastrophe zu wissen. Erst als das Schiff durch einen Teppich von Trümmern, Leichen und Postsäcken dampfte, erkannte Wiseman, dass dort ein größeres Schiff verunglückt sein musste.
Am nächsten Tag erreichten erste Meldungen von an Land gespülten verstümmelten Leichen Sydney. Die Nachricht von dem Untergang sorgte für viel Aufregung in der Stadt. In den Tagen nach dem Vorfall pilgerten tausende Stadtbewohner zum Unglücksort und wurden Zeugen der Rettung von James Johnson, der Bergung der Toten und der Sicherstellung eines Teils der Fracht, anhand dessen festgestellt werden konnte, dass es sich bei dem gesunkenen Schiff um die Dunbar handelte. Von Mosman Spit bis Taylors Bay waren die Uferabschnitte bedeckt mit Leichen, Brettern, Kisten, Kleidung und persönlicher Habe der Passagiere. Einige der Todesopfer wiesen Spuren von Haiangriffen auf. Die geborgenen Leichen wurden am 24. August 1857 an der St Stephens Church auf dem Camperdown Cemetery in O’Connell Town (heute Newtown), einem Vorort von Sydney, beigesetzt. An der Trauerprozession zum Friedhof nahmen Schätzungen zufolge etwa 20.000 Menschen teil. Die identifizierten Opfer erhielten Einzelgräber, während 22 nicht identifizierte in einem Massengrab beerdigt wurden. Noch heute steht auf dem Friedhof ein Denkmal für die Opfer, neben dem ein geborgener Anker aufgestellt wurde.
Der Tag der Beisetzung wurde zu einem offiziellen Trauertag erklärt. Banken, Büros und Geschäfte blieben geschlossen und die Fahnen der Schiffe im Hafen wehten auf halbmast. Zeitungen und Magazine druckten Berichte und veröffentlichten bildliche Darstellungen des Unglücks. Es entstanden auch mehrere Lieder und Gedichte, in denen das Ereignis verarbeitet wurde. Die Stadt war von dem Ausmaß des Unglücks tief getroffen. Der Untergang der Dunbar war eines der verheerendsten Schiffsunglücke in der Geschichte von New South Wales.

## Das Wrack
1910 wurden in der Umgebung ein Anker, Kabel, Münzen und andere Gegenstände geborgen. Die genaue Position des Wracks selbst wurde aber erst 1955 bekannt, als Taucher die verstreuten Überreste des Schiffs in neun Metern Tiefe fanden. In den folgenden Jahren wurden viele wertvolle Gegenstände wie Schmuck und weitere Münzen geborgen und verschwanden in privaten Sammlungen.
Erst 1991 wurde die Dunbar unter den Schutz des 1976 in Kraft getretenen Historic Shipwrecks Act gestellt und ist somit denkmalgeschützt.